# جنوب إيطاليا
جنوب إيطاليا ((بالإيطالية: Sud Italia)‏؛ (بالصقلية: Italia dû Sud)‏) أو Mezzogiorno (النطق الإيطالي: ‎[ˌmɛddzoˈdʒorno]‏، حرفيًا «منتصف النهار» أو «الظهر»؛  (بالصقلية: Mezzujornu)‏، هي منطقة كبرى من إيطاليا تتكون من النصف الجنوبي للدولة الإيطالية.
يغطي جنوب إيطاليا المنطقة التاريخية والثقافية التي كانت ذات يوم تحت إدارة مملكتي نابولي وصقلية السابقتين (المعروفة رسميًا باسم Regnum Siciliae citra Pharum و ultra Pharum ، أي «مملكة صقلية على الجانب الآخر من المضيق» و «عبر المضيق»)، والتي اشتركت فيما بعد في تنظيم مشترك في أكبر دولة في إيطاليا قبل التوحيد، وهي مملكة الصقليتين. كان لجزيرة سردينيا تاريخ مختلف عن المنطقة المذكورة أعلاه، ولكنها مع ذلك غالبًا ما تندرج في Mezzogiorno.
يستخدم مصطلح «جنوب إيطاليا» (Italia meridionale أو أيضا Sud فقط) في المعهد الوطني الإيطالي للإحصاء (ISTAT) لتحديد واحدة من المناطق الإحصائية خمسة في التقارير من دون صقلية وسردينيا، والتي تشكل المنطقة إحصائية متميزة المقومة «الجزر إيطاليا»(Italia insulare أو ببساطة Isole). توجد نفس التقسيمات الفرعية في أسفل المستوى الأول الإيطالي التابع للاتحاد الأوروبي (NUTS) والدوائر الانتخابية الإيطالية للبرلمان الأوروبي.

## التسمية
بطريقة مماثلة لميدي في فرنسا («منتصف النهار» أو «الظهر» بالفرنسية)، يشير المصطلح الإيطالي Mezzogiorno إلى شدة وموقع سطوع الشمس في منتصف النهار في جنوب شبه الجزيرة الإيطالية. ظهر المصطلح في وقت لاحق بعد ضم مملكة بوربون للصقليتين، مع الدول الإيطالية الأخرى، والتوحيد الإيطالي اللاحق عام 1861  م.

## المناطق
يُعتقد عمومًا أن جنوب إيطاليا يضم المناطق الإدارية التي تتوافق مع المدى الجيوسياسي للمملكة التاريخية للصقليتين، بدءًا من أبروتسو، وبوليا، وبازيليكاتا، وكامبانيا، وكالابريا، وموليزي، وصقلية؛ بسبب هذا السبب التاريخي، وحقيقة أن لهجات جنوب ايطاليا يُتحدث بها هناك أيضًا، يشمل بعضها أيضًا الأجزاء الجنوبية والشرقية من لاتسيو(1)، ضمن ميزوجيورنو. جزيرة سردينيا، على الرغم من كونها أقل ارتباطًا ثقافيًا ولغويًا وتاريخيًا بالمناطق المذكورة أعلاه من ارتباط أي منها ببعضها البعض، إلا أنها كثيرًا ما تُضمن كجزء من ميزوجيورنو، غالبًا لأغراض إحصائية واقتصادية.
الجزء الجنوبي المتصل بأوروبا
و يشمل كلا من الأقاليم التالية:
- كامبانيا
- كالابريا
- بوليا
- بازيليكاتا
- موليزي
- أبروتسو

الاقاليم المعزولة ;
و يشمل جزيرتي اللتان تقعان ضمن اقاليم الحكم الذاتي ذات الحالة الخاصة:
- جزيرة صقلية
- جزيرة سردينيا

االمناطق الإدارية في جنوب إيطاليا
الجزء الجنوبي المتصل
اقليمي إيطاليا المعزولين

## جغرافية

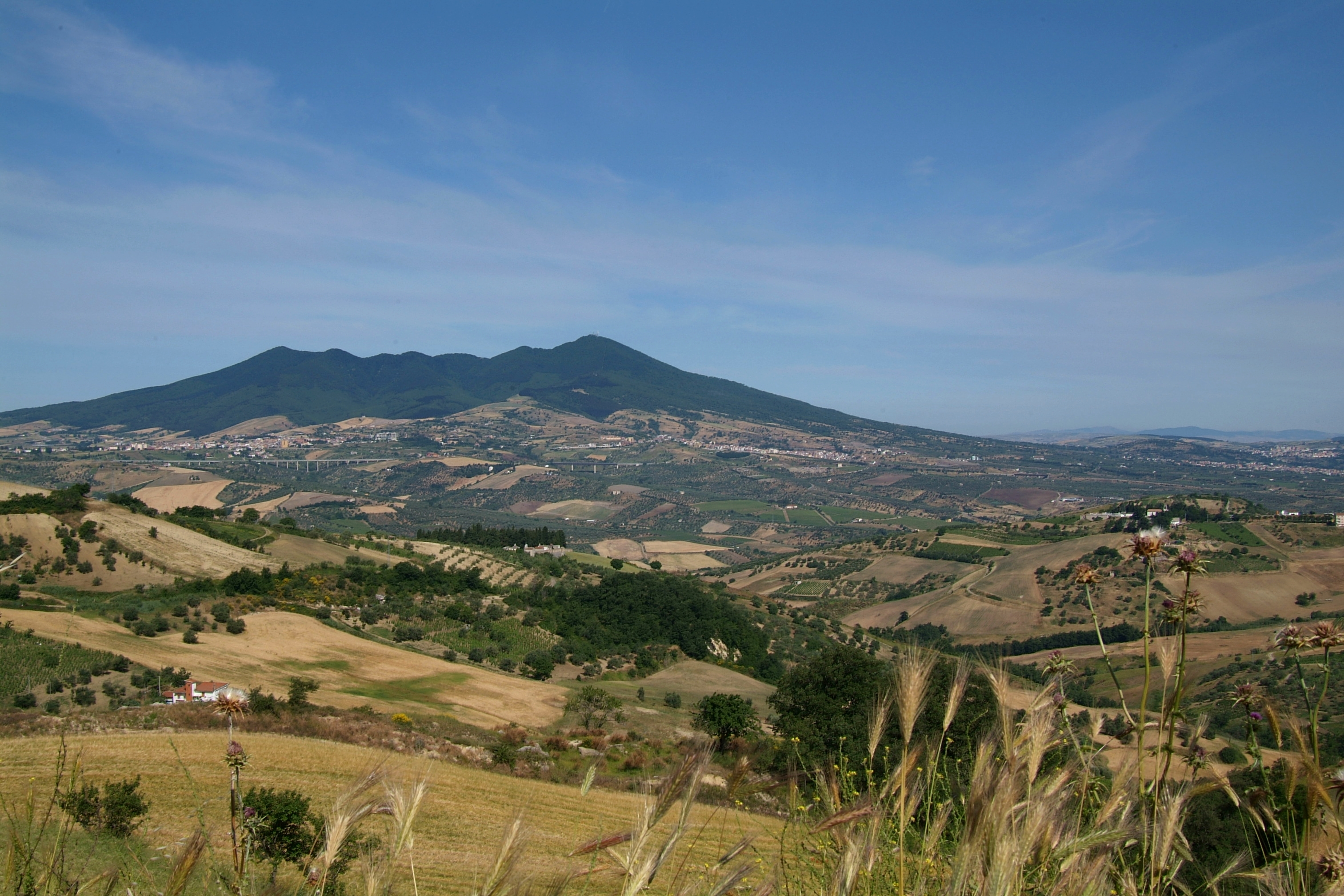
جبل مونتي فولتوري في بازيليكاتا

يشكل جنوب إيطاليا الجزء السفلي من "الجزمة" الإيطالية، الذي يحتوي على الكاحل (كامبانيا)، وأصبع القدم (كالابريا)، والقوس (باسيليكاتا)، والكعب (بوليا)، وموليزي (شمال بوليا) وأبروتسو (شمال موليزي) مع صقلية، أُزيلت من كالابريا بواسطة مضيق ميسينا الضيق. يفصل بين «الكعب» و «الحذاء» خليج تارانتو، الذي سمي على اسم مدينة تارانتو، وهو يقع بزاوية بين الكعب والحذاء نفسه. إنه ذراع البحر الأيوني.
غالبًا ما تُضمن جزيرة سردينيا، الواقعة إلى الغرب من شبه الجزيرة الإيطالية وأسفل جزيرة كورسيكا الفرنسية مباشرةً.
على الساحل الشرقي يوجد البحر الأدرياتيكي، ويؤدي إلى بقية البحر الأبيض المتوسط عبر مضيق أوترانتو(2). على البحر الأدرياتيكي، جنوب «مهماز» الجزمة، سميت شبه جزيرة مونتي جارجانو؛ على البحر التيراني وخليج ساليرنو وخليج نابولي وخليج بوليكاسترو وخليج جايتا على اسم مدينة ساحلية كبيرة. يمتد ساحل أمالفي على طول الساحل الشمالي لخليج ساليرنتين وإلى الجنوب من شبه جزيرة سورينتين. قبالة طرف شبه الجزيرة هي جزيرة كابري.
المناخ هو مناخ متوسطي بشكل أساسي (تصنيف مناخ كوبن Csa)، باستثناء أعلى المرتفعات (Dsa، Dsb) والامتدادات الشرقية شبه القاحلة في بوليا وموليزي، على طول البحر الأيوني في كالابريا والامتدادات الجنوبية من صقلية (BSw). أكبر مدينة في جنوب إيطاليا هي نابولي، وهو اسم يوناني أصلاً احتفظ به تاريخياً لآلاف السنين. تعد باري وتارانتو وريجيو كالابريا وفوجيا وساليرنو أكبر المدن التالية في المنطقة.

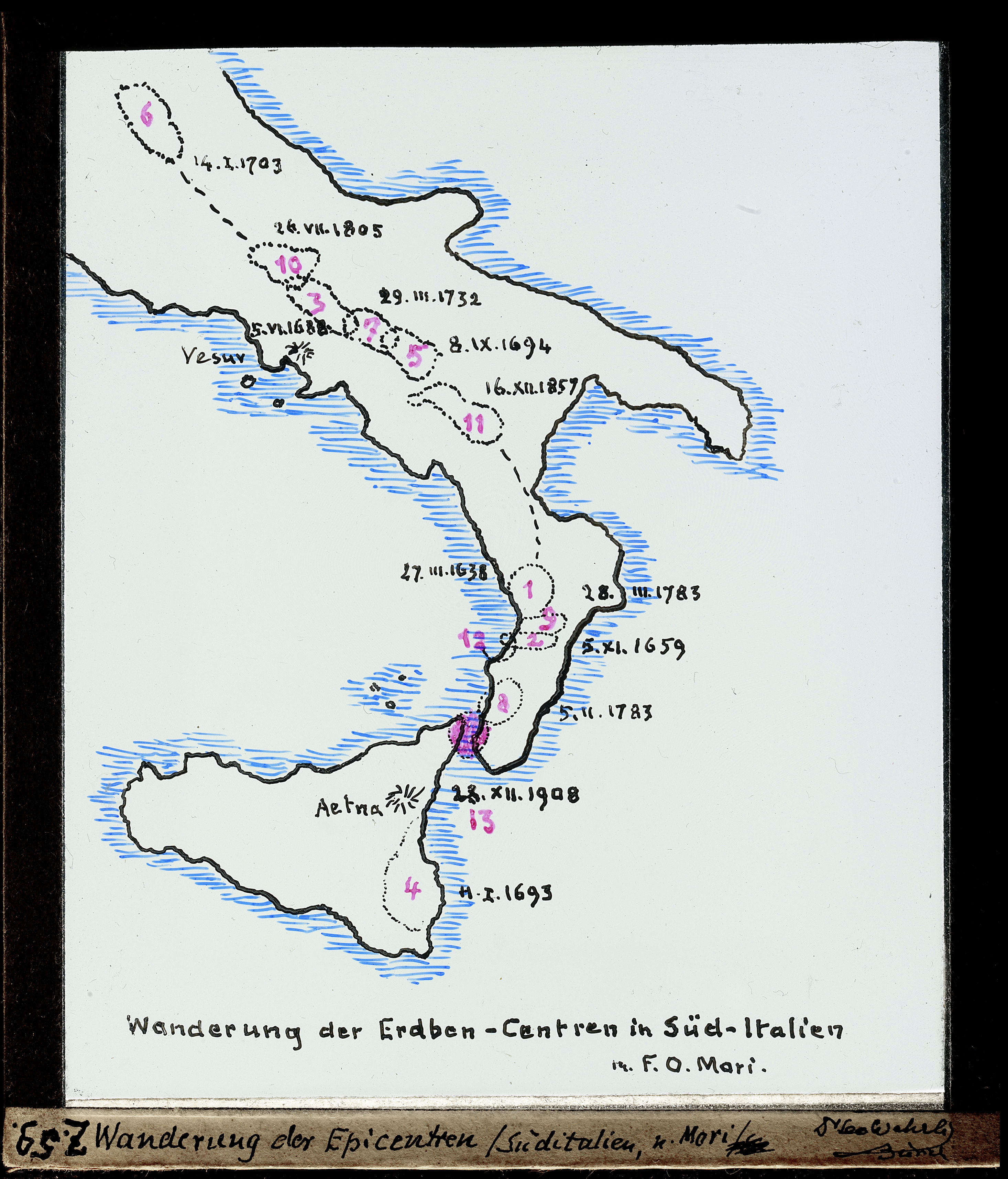
خريطة كرونولوجية للأحداث الزلزالية الرئيسية التي حدثت في جنوب إيطاليا خلال العصر الحديث والمعاصر.

المنطقة نشطة جيولوجيًا للغاية، باستثناء سالينتو في بوليا، وهي شديدة الزلازل: تسبب زلزال إيربينيا عام 1980  م في مقتل 2914 شخصًا وإصابة أكثر من 10 آلاف وتشريد 300 ألف شخص.

## التاريخ

### عصور ما قبل التاريخ والعصور القديمة

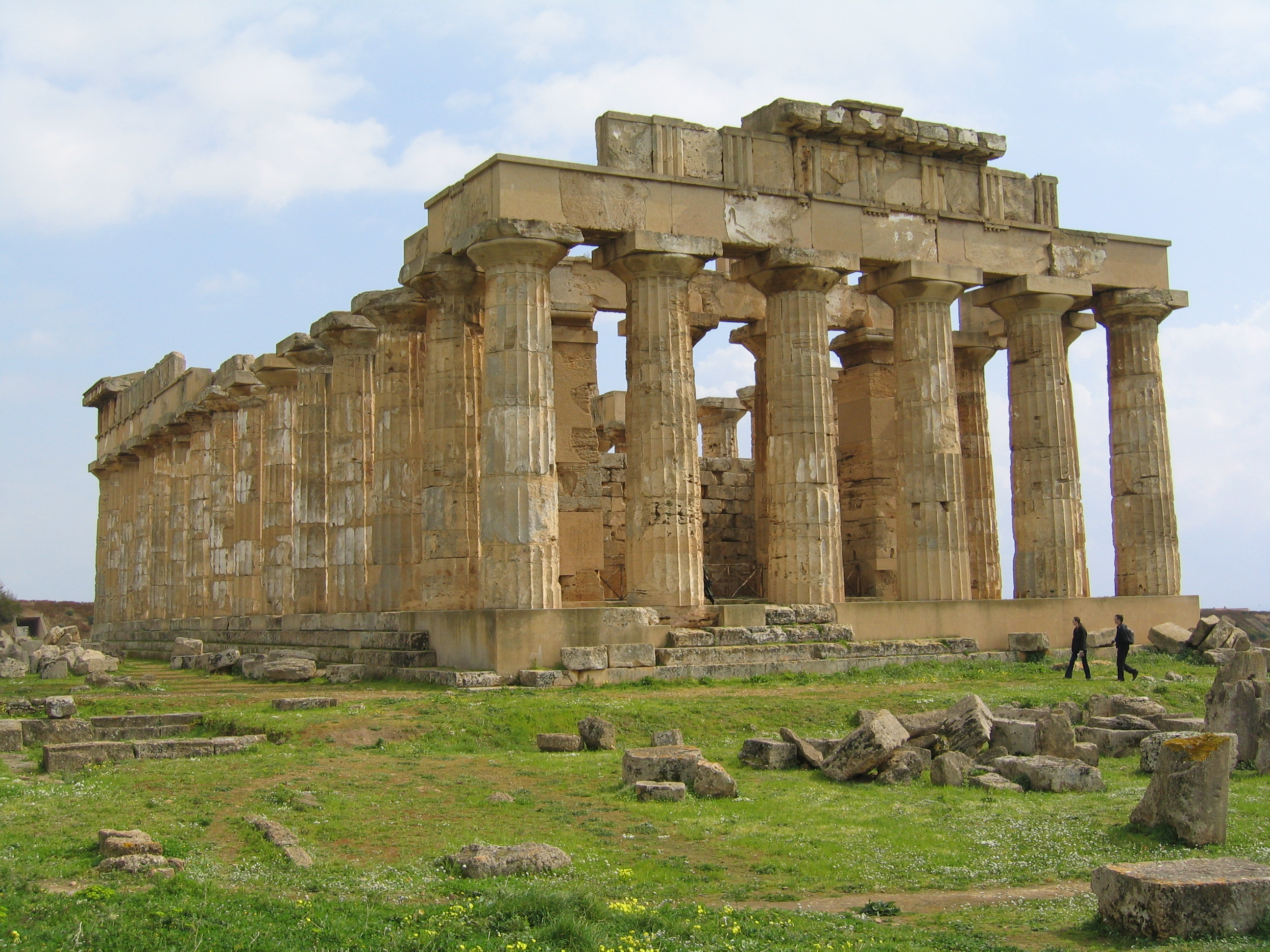
معبد هيرا اليوناني، سيلينونتي، صقلية.

في القرنين الثامن والسابع قبل الميلاد، بدأ اليونانيون في الاستقرار في جنوب إيطاليا لأسباب مختلفة، منها الأزمة الديموغرافية (المجاعة، الاكتظاظ، إلخ)، والبحث عن منافذ وموانئ تجارية جديدة، وطردهم من وطنهم. خلال هذه الفترة أيضًا، أُنشأت المستعمرات اليونانية في أماكن متفرقة مثل الساحل الشرقي للبحر الأسود وشرق ليبيا ومساليا (مرسيليا). وشملت المستوطنات في صقلية والجزء الجنوبي من شبه الجزيرة الإيطالية. وجد المستوطنون اليونانية أولا أن إيطاليا يقطنها ثلاثة مجموعات رئيسية هي: شعب أوسيني، إينوتريون وأيبايجيس(3). كانت العلاقات في البداية متوترة بين المستوطنين اليونانيين والشعوب الأصلية (خاصة مع قبائل الأيبايجي)، ولكن في النهاية شكل التأثير الهيليني ثقافتهم وطريقة حياتهم.

المستعمرات اليونانية القديمة وتجمعات لهجاتهم في جنوب إيطاليا.
Northwestern Greek
Achaean
Doric
Ionian

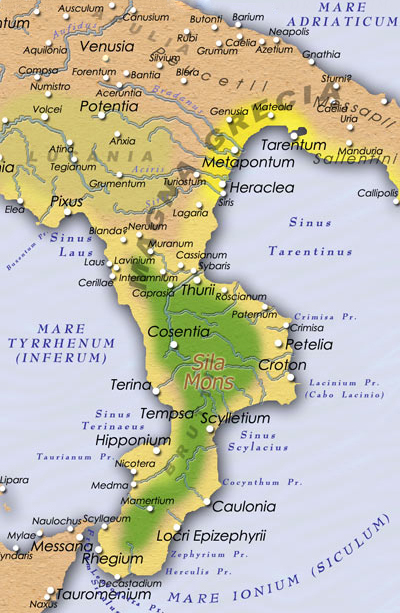
ماغنا غراسيا 280 قبل الميلاد

اعتاد الرومان على تسمية منطقة صقلية وساحل جنوب إيطاليا ماجنا غراسيا («اليونان العظمى»)، حيث كانت مأهولة بالسكان اليونانيين. اختلف الجغرافيون القدماء حول ما إذا كان المصطلح يشمل صقلية أو مجرد بوليا وكالابريا - كان سترابو هو أبرز المدافعين عن التعريفات الأوسع.
مع هذا الاستعمار، صُدرت الثقافة اليونانية إلى إيطاليا، بلهجاتها من اللغة اليونانية القديمة، وطقوسها الدينية وتقاليدها في بوليس المستقلة. سرعان ما تطورت الحضارة الهيلينية الأصلية، وتفاعلت لاحقًا مع الحضارات الإيطالية واللاتينية الأصلية. كانت أهم عملية زرع ثقافية هي المجموعة الخالكيذية / الكومية للأبجدية اليونانية، التي تبناها الأتروسكان. تطورت الأبجدية المائلة القديمة لاحقًا إلى الأبجدية اللاتينية، والتي أصبحت الأبجدية الأكثر استخدامًا في العالم.
أصبح العديد من المدن اليونانية الجديدة غنية جدا وقوية، مثل نيابوليس (Νεάπολις، نابولي، «المدينة الجديدة»)، سيراكوزاي (Συράκουσαι، سيراكيوز)، اكراغاس (Ἀκράγας، أغريجنتو)، و سيباريس (Σύβαρις، سيباري). شملت مدن أخرى في اليونان العظمى تارانتو (Τάρας)، Epizephyrian وكري (Λοκροὶ Ἐπιζεφύριοι)، ريجيوم (Ῥήγιον)، كروتوني (Κρότων)، ثيراي (Θούριοι)، إيليا (Ἐλέα)، نولا (Νῶλα)، سيسا (Σύεσσα)، باري (Βάριον) وغيرها.

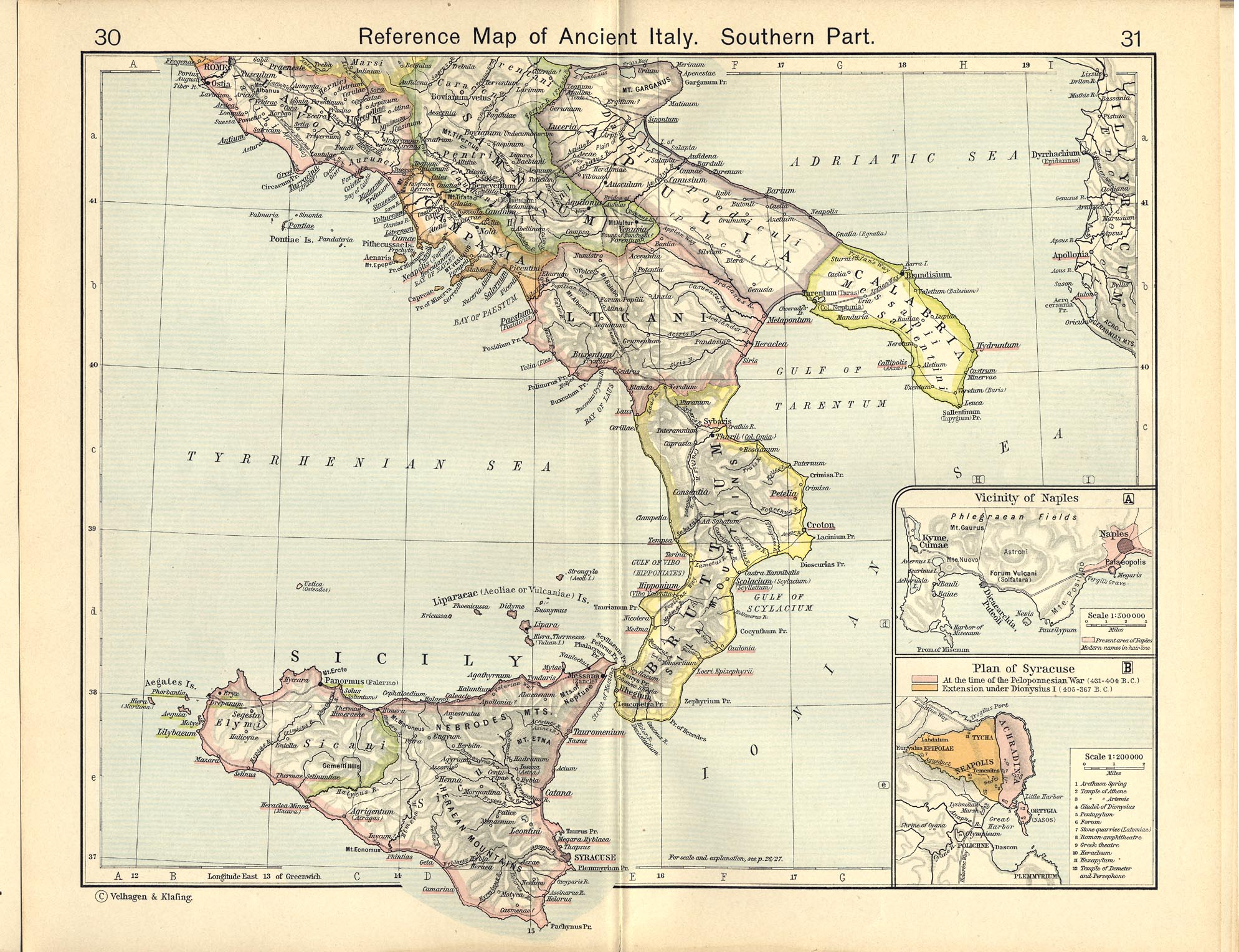
جنوب إيطاليا تحت أغسطس

بعد فشل بيروس من إبيروس في محاولته لوقف انتشار الهيمنة الرومانية في 282 قبل الميلاد، سقط الجنوب تحت السيطرة الرومانية وظل في هذا الحال طوال الغزوات البربرية(4). استعادت الإمبراطورية الرومانية الشرقية السيطرة عليها في ثلاثينات القرن الخامس (530) بعد سقوط روما في الغرب عام 476  م، وبقي شكل من أشكال السلطة الإمبراطورية حتى سبعينيات القرن العاشر (1070 م). انهى اللومبارديين بغزو زوتو الحكم الروماني الشرقي الكلي في الربع الأخير من القرن السادس.

### العصور الوسطى

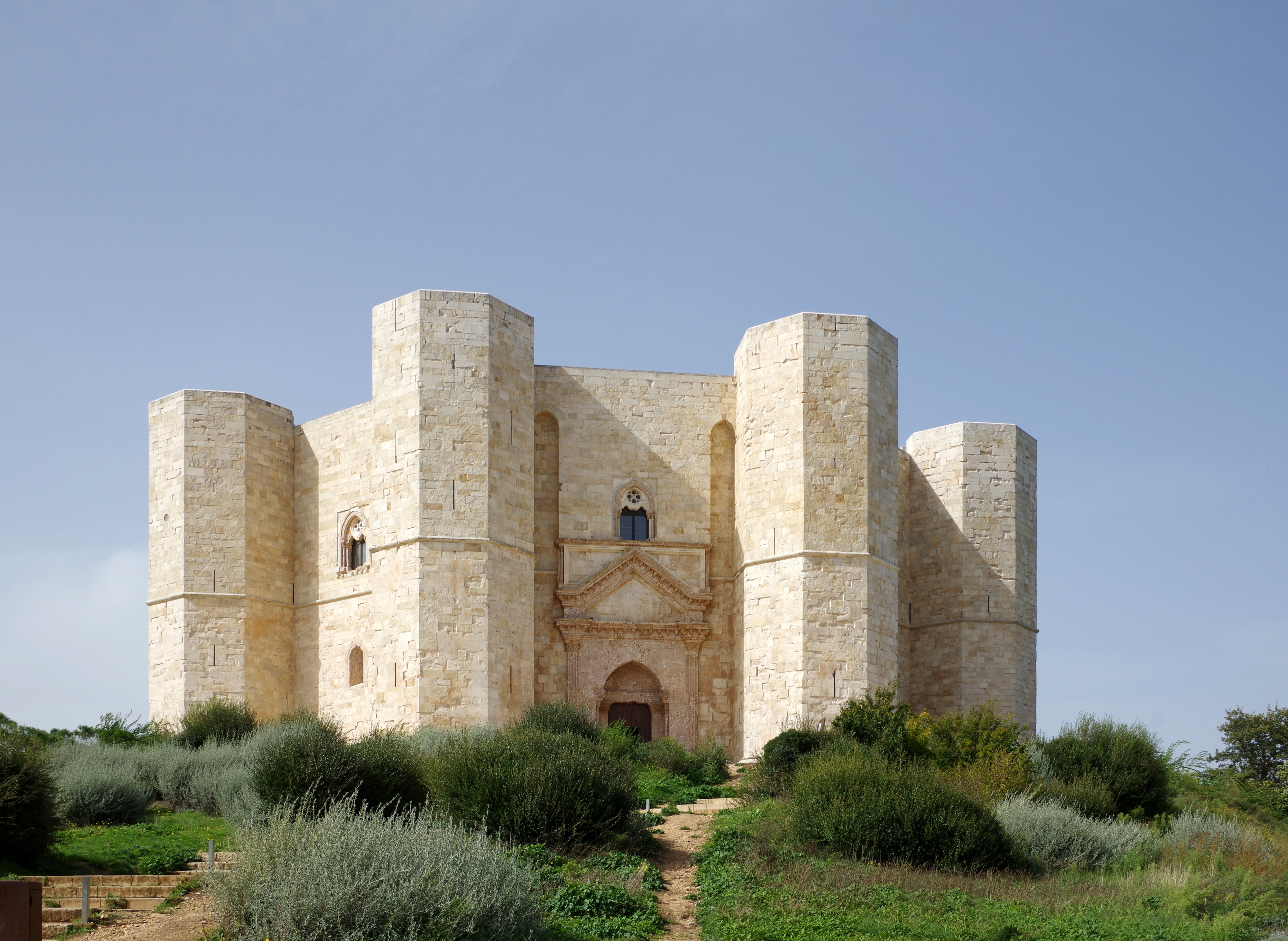
قلعة ديل مونتي، بناها فريدريك الثاني بين 1240 و 1250 في أندريا، بوليا.

بعد الحرب القوطية (535-554)، وحتى وصول النورمان، ارتبط قدر كبير من مصير جنوب إيطاليا بثروات الإمبراطورية الشرقية، على الرغم من أن الهيمنة البيزنطية تعرضت لتحدي في القرن التاسع من قبل اللومبارديين، الذين ضموا من منطقة كوزنسا إلى دوقية بينيفينتو. ونتيجة لذلك، تأثرت المناطق اللومباردية والبيزنطية بالرهبنة الشرقية، وشهد جزء كبير من جنوب إيطاليا عملية بطيئة من الاستشراق في الحياة الدينية(5)، والتي رافقت انتشار الكنائس والأديرة الشرقية التي حافظت على اليونانية ونقلتها. والتقاليد الهلنستية(6). من ذلك الحين إلى الغزو النورماندي في القرن الحادي عشر، كان جنوب شبه الجزيرة ينغمس باستمرار في الحروب بين البيزنطيين ولومباردي والخلافة الإسلامية. أسست هذه الأخيرة عدة دول إسلامية في جنوب إيطاليا، مثل إمارة صقلية وإمارة باري. وكانت أمالفي جمهورية مستقلة من القرن السابع حتى عام 1075  م، وبدرجة أقل جيتا ومولفتا وتراني، تنافست الجمهوريات البحرية الإيطالية الأخرى في ازدهارها المحلي وأهميتها البحرية.

جنوب إيطاليا عام 1112.

في القرن الحادي عشر، احتل النورمان جميع الممتلكات اللومباردية والبيزنطية في جنوب إيطاليا، منهينًا ألفية من الحكم الروماني الإمبراطوري في إيطاليا، وفي النهاية طردوا المسلمين من صقلية. تميزت مملكة صقلية النورماندية في عهد روجر الثاني بحكمها الكفؤ وطبيعتها المتعددة الأعراق والتسامح الديني. عاش النورمان واليهود والعرب المسلمون واليونانيون البيزنطيون واللومبارديون والصقليون «الأصليون» في وئام نسبي. ومع ذلك، استمرت الهيمنة النورماندية عدة عقود فقط قبل أن تنتهي رسميًا في عام 1198  م مع حكم كونستانس من صقلية، واستعيض عنها بسلالة هوهنشتاوفن من شوابيا.
في صقلية، أيد الإمبراطور فريدريك الثاني إصلاحًا عميقًا للقوانين التي بلغت ذروتها بإصدار دساتير ملفي(7)، وهي مجموعة من القوانين لمملكته كانت رائعة في ذلك الوقت وكانت مصدرًا الإلهام لفترة طويلة بعد. جعلت مملكة صقلية دولة مركزية وأقامت أسبقية القانون المكتوب. مع تعديلات صغيرة نسبيًا، ظل دستور «الامبراطوري الحر» أساس القانون الصقلي حتى عام 1819  م. شهد بلاطه الملكي في باليرمو، من حوالي عام 1220  م حتى وفاته، أول استخدام للشكل الأدبي للغة الإيطالية الرومانسية المتمثل في اللغة الصقلية، والتي كان لها تأثير كبير على ما صارت عليه اللغة الإيطالية الحديثة. خلال هذه الفترة، قام أيضًا ببناء كاستل دل مونتي، وفي عام 1224  م، أسس جامعة نابولي، التي تسمى الآن، باسمه، جامعة فيدريكو الثاني.

مملكة صقلية عام 1154.

في عام 1266  م، أدى الصراع بين سلالة هوهنشتاوفن والبابوية إلى غزو تشارلز دوق أنجو للصقلية. أدت معارضة المسؤولين الفرنسيين والضرائب إلى جانب تحريض عملاء من الإمبراطورية البيزنطية وتاج أراغون على التمرد إلى تمرد صلاة الغروب الصقلية والغزو الناجح للملك بيدرو الثالث من أراجون عام 1282  م. استمرت حرب صلاة الغروب الصقلية الناتجة حتى صلح كالتابيلوتا في عام 1302  م. وقسمت مملكة صقلية القديمة إلى قسمين. جزيرة صقلية، المسماة «مملكة صقلية وراء المنارة» أو مملكة تريناكريا، رجعت إلى فريدريك الثالث من آل أراغون الذي كان يحكمها. أراضي شبه الجزيرة، التي كانت تسمى في ذلك الوقت مملكة صقلية، ولكن تسمى مملكة نابولي من خلال المعرفة الدراسية الحديثة، رجعت إلى تشارلز الثاني من آل أنجو، الذي كان يحكمها أيضًا. وهكذا، كان الصلح اعترافًا رسميًا بالوضع الراهن غير المستقر. على الرغم من تمكن ملك إسبانيا من الاستيلاء على التاجين بدءًا من القرن السادس عشر، إلا أن إدارتي نصفي مملكة صقلية ظلت منفصلة حتى عام 1816  م، عندما لُم شملهما في مملكة الصقليتين.

### التاريخ الحديث المبكر

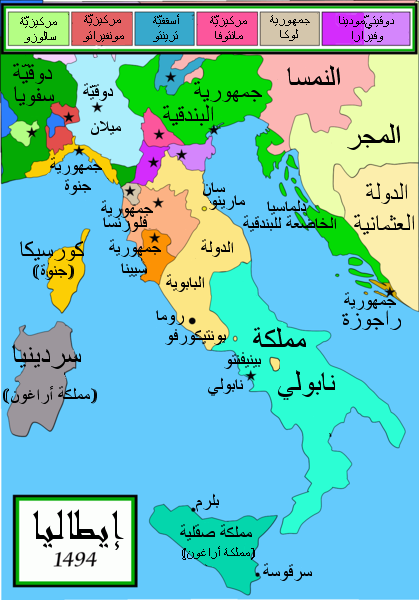
إيطاليا عام 1494.

في عام 1442  م، غزا ألفونسو الخامس ملك أراغون مملكة نابولي ووحد صقلية ونابولي مرة أخرى عناصرًا تابعة لتاج أراغون. عند وفاته عام 1458  م، انفصلت المملكة مرة أخرى وورث فرديناندو الأول نابولي، الابن غير الشرعي لألفونسو. عندما توفي فرديناندو الأول في عام 1494  م، غزا تشارلز الثامن ملك فرنسا إيطاليا، مستخدمًا مطالبة أنجفين بعرش نابولي، والتي ورثها والده عند وفاة ابن أخت الملك رينيه عام 1481  م، كذريعة، وبالتالي بدأت الحروب الإيطالية. طرد تشارلز الثامن ألفونسو الثاني ملك نابولي من نابولي عام 1495  م، لكنه سرعان ما أُجبر على الانسحاب بسبب دعم فرناندو الثاني ملك أراغون لابن عمه، فرديناندو الثاني ابن ألفونسو الثاني. أعيد فرديناندو إلى العرش، لكنه توفي عام 1496  م، وخلفه عمه فريدريكو الرابع. ومع ذلك، لم يتنازل الفرنسيون عن مطالبهم، وفي عام 1501  م وافقوا على تقسيم المملكة مع فرناندو ملك أراغون، الذي تخلى عن ابن عمه الملك فريدريكو. سرعان ما سقطت الصفقة، واستأنف تاج أراغون وفرنسا حربهما على المملكة، مما أدى في النهاية إلى انتصار أراغون وجعل فرناندو يسيطر على المملكة بحلول عام 1504  م.

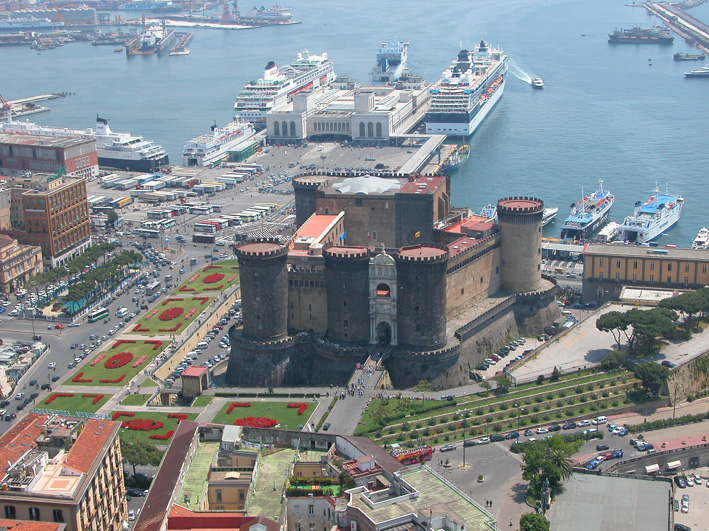
قلعة نوفو، نابولي : بدأها آل أنجو، غُيرت بشكل كبير حيث كانت بمثابة مقر إسباني حتى القرن الثامن عشر.

استمرت المملكة في أن تكون محط نزاع بين فرنسا وإسبانيا على مدى العقود العديدة التالية، لكن الجهود الفرنسية للسيطرة عليها أصبحت أضعف مع مرور العقود، ولم تكن السيطرة الإسبانية معرضة للخطر على الإطلاق. تخلى الفرنسيون أخيرًا عن مطالباتهم بالمملكة بموجب معاهدة كاتو - كامبريس عام 1559  م. أُنشأت دولة عميلة جديدة تحت اسم بريسيدى («دولة الحاميات») بموجب معاهدة لندن (1557)، وحكمتها إسبانيا مباشرة، جزءً من مملكة نابولي.
كان مجلس إيطاليا يدير مملكة نابولي وصقلية، وكذلك دوقية ميلانو. كانت جزيرة سردينيا، التي أصبحت بالكامل تحت السيادة الأيبيرية في عام 1409  م عند سقوط آخر دولة أصلية، جزءًا لا يتجزأ من مجلس أراغون بدلاً من ذلك وظلت كذلك حتى السنوات الأولى من القرن الثامن عشر، عندما تنازل المجلس عن سردينيا إلى النمسا وسُلمت في النهاية إلى آل سافوي في جبال الألب في عام 1720  م.
بعد حرب الخلافة الإسبانية في أوائل القرن الثامن عشر، تغيرت ملكية المملكة مرة أخرى. بموجب شروط معاهدة أوترخت في عام 1713  م، أعطيت نابولي لكارل السادس، الإمبراطور الروماني المقدس. كما سيطر على صقلية عام 1720  م، لكن الحكم النمساوي لم يدم طويلاً. تم غزو نابولي وصقلية من قبل الجيش الإسباني خلال حرب الخلافة البولندية في عام 1734  م، ونُصب كارلوس دوق بارما، الابن الأصغر للملك فيليب الخامس ملك إسبانيا ملكًا لنابولي وصقلية من عام 1735  م. عندما ورث كارلوس العرش الإسباني من أخيه الأكبر غير الشقيق عام 1759  م، ترك نابولي وصقلية لابنه الأصغر فرديناندو الأول. على الرغم من كون المملكتين في اتحاد شخصي تحت حكم آل بوربون من عام 1735  م فصاعدًا، إلا أنهما بقيا منفصلتين دستوريًا.

### أوائل القرن التاسع عشر

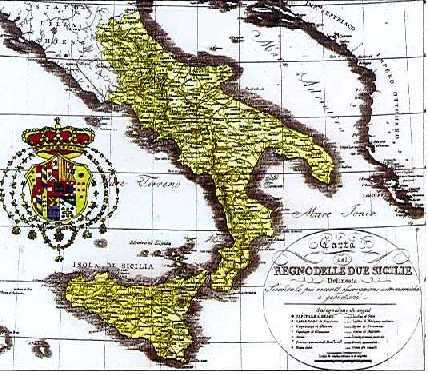
خريطة من القرن التاسع عشر لمملكة الصقليتين.

كان الملك فرديناندو الرابع معارضًا طبيعيًا للثورة الفرنسية ونابليون كونه عضوا في عائلة بوربون. في يناير 1799، استولى نابليون بونابرت، باسم الجمهورية الفرنسية، على نابولي وأعلن جمهورية البارثينوبا، وهي دولة فرنسية عميلة، خلفًا للمملكة. فر الملك فرديناندو من نابولي إلى صقلية ولجأ فيها حتى يونيو من ذلك العام. في عام 1806  م، خلع بونابرت، الإمبراطور الفرنسي آنذاك، الملك فردينانود مرة أخرى وعين شقيقه جوزيف بونابرت ملكًا لنابولي (1806 – 1808 م). في مرسوم بايون لعام 1808  م، عزل نابليون جوزيف من المملكة وعينه ملكًا إسبانيا (1808 – 1813 م) وعين صهره، يواكيم مورات، ملكًا للصقليتين، على الرغم من أن هذا يعني السيطرة فقط على جزء من المملكة. خلال هذا الانقطاع النابليوني، بقي فرديناندو ملكًا في صقلية، وعاصمته باليرمو.
بعد هزيمة نابليون، اعاد مؤتمر فيينا عام 1815  م الملك فرديناندو الرابع باسم فرديناندو الأول ملك الصقليتين. أقام اتفاقًا مع الولايات البابوية، التي كانت تطالب بالأرض سابقًا. كانت هناك عدة تمردات في جزيرة صقلية ضد الملك فرديناندو الثاني، لكن نهاية المملكة لم تتحقق إلا من خلال حملة الألف عام 1860  م، بقيادة غاريبالدي، رمز التوحيد الإيطالي، بدعم من آل سافوي ومملكتهم سردينيا بما تتمتع به من اقتصاد وسياسة وقوة ثقافية في شمال إيطاليا. أسفرت الحملة الاستكشافية عن سلسلة مذهلة من الهزائم للجيوش الصقلية ضد القوات المتزايدة لغاريبالدي. بعد الاستيلاء على باليرمو وصقلية، نزل في كالابريا واتجه نحو نابولي، بينما غزت بيدمونت في هذه الأثناء المملكة من ماركي. كانت آخر المعارك التي خاضت هي معركة فولتورنوس في عام 1860  م وحصار غايتا، حيث كان الملك فرانشيسكو الثاني قد التمست ملجأً على أمل الحصول على مساعدة فرنسية لم تأت أبدًا. كانت آخر المدن التي قاومت حملة غاريبالدي هي ميسينا (التي استسلمت في 13 مارس 1861) وسيفيتيلا ديل ترونتو (التي استسلمت في 20 مارس 1861). حلت مملكة الصقليتين وضمت إلى مملكة إيطاليا الجديدة، التي تأسست في نفس العام.

### جنوب وشمال إيطاليا عام 1860
في وقت التوحيد الإيطالي، كانت الفجوة بين الولايات الشمالية السابقة لإيطاليا وصقلية الجنوبية كبيرة: كان لدى شمال إيطاليا حوالي 75 500كيلومتر من الطرق و2 316 كيلومترًا من السكك الحديدية، جنبًا إلى جنب مع مجموعة واسعة من القنوات المتصلة بالأنهار للشحن وسائل النقل؛ بلغ إنتاج الحديد والصلب 17 000طن سنويًا. على النقيض من ذلك، في ولاية بوربون الجنوبية السابقة، كان هناك 14 700كيلومترًا من الطرق، و184 كيلومترًا من السكك الحديدية (فقط حول نابولي)، ولم تكن هناك قنوات متصلة بالأنهار، وكان إنتاج الحديد والصلب 1 500طن سنويًا.

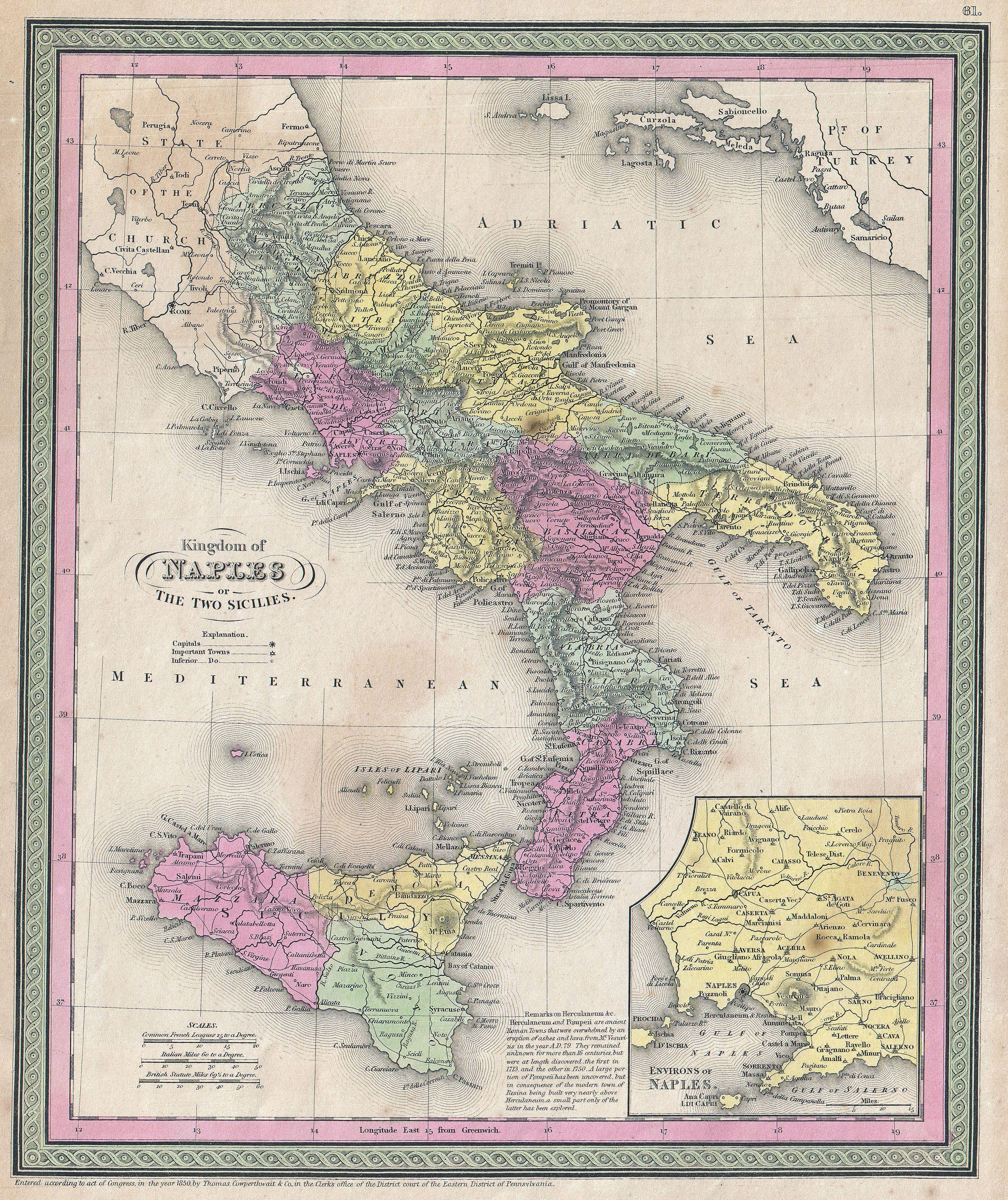
خريطة لمملكة الصقليتين بقيادة بوربون من عام ، قبل سبع سنوات من ضم آل سافوي.

في عام 1860  م، بلغ متوسط معدلات الأمية في شبه الجزيرة الإيطالية 75 ٪، وكان أدنى مستوى 54 ٪ في شمال غرب مملكة سردينيا (المعروفة أيضًا باسم «بيدمونت»)، والأعلى في الجنوب، حيث بلغت الأمية في مملكة الصقليتين 87٪.
في عام 1860  م، بلغ حجم الأسطول التجاري الجنوبي 260 ألف طن، بينما وصل حجم البحرية التجارية الشمالية إلى 347 ألف طن، بخلاف بحرية البندقية التي ضمتها في عام 1866  م وقُدرت بنحو 46 ألف طن. في عام 1860  م، كانت البحرية التجارية الإيطالية بأكملها رابع أكبر بحرية في أوروبا بحوالي 607 000 طن. كانت البحرية التجارية الجنوبية مكونة من سفن شراعية لصيد الأسماك والشحن الساحلي في البحر الأبيض المتوسط، وكان بها عدد قليل جدًا من البواخر، حتى لو أنه قد بنيت وجُهزت إحدى السفن البخارية الأولى في نابولي عام 1818  م. لم يكن كل من البحرية التجارية والبحرية العسكرية كافيتين مقارنة بالامتداد الساحلي الكبير لجنوب إيطاليا الذي وصفه المؤرخ الإيطالي رافاييل دي سيزار: «... رصيف كبير باتجاه الجنوب».
بالإضافة إلى البحرية التجارية، يجب علينا أيضًا التفكير في شبكة الممرات المائية المكونة من الأنهار والقنوات، والتي كانت تستخدم لنقل البضائع في مساحة كبيرة. طورت شبكة المجاري المائية بشكل كبير في الشمال لكنها غير موجودة في الجنوب.
من الواضح في مقال «هذه ليست إيطاليا! حكم وتمثيل الجنوب» نظرة النخب الشمالية للجنوب. شعرت منطقة بييدمونت الشمالية بالحاجة إلى غزو مملكة الصقليتين وإقامة شكل جديد من الحكم قائم على النظام الشمالي، حيث كانوا ينظرون إلى الجنوب باعتباره متخلفًا ويفتقر إلى رأس المال الاجتماعي. يمكن أن تُعزى وجهات النظر هذه حول الجنوب إلى حد كبير إلى رسائل المراسلين في جنوب إيطاليا الذين أرسلوا رسائل متحيزة إلى قادة الشمال، وتحديداً كاميلو بنسو، يحثون فيها على غزو الجنوب وإصلاحه. على الرغم من أن هذه الآراء حول الجنوب كانت متعالية، إلا أنها جاءت أيضًا مع اعتقاد حقيقي أنه من أجل إنشاء إيطاليا موحدة، كان من الضروري الحصول على مساعدة من الشمال. كان النظر إلى جنوب إيطاليا على أنه بربري بمثابة نوع من التبرير للسماح "لشمال بيدمونت المتحضر" بالتدخل. وجهة نظر أخرى تميزت بازدراء جنوب إيطاليا. وبحسب المقال، فـ«إن مظاهر الاختلاف في الجنوب تهدد الإحساس المتوهج والشامل بالتفوق الشمالي»". تشير وجهات النظر هذه بوضوح إلى الانقسام بين شمال وجنوب إيطاليا في ستينيات القرن التاسع عشر.
في محاولة لشرح الاختلاف اللافت للنظر بين الأراضي التي ضُمت إلى الصقليتين السابقتين والقوة الاقتصادية والسياسية المتمركزة في الشمال، افترضت النظريات العنصرية، مما يشير إلى أن مثل هذا الانقسام له جذوره في التعايش بين سلالة غير متوافقة في الغالب.
وصف المؤرخ البريطاني دينيس ماك سميث الاختلاف الجذري بين شمال إيطاليا وجنوبها الذي ضُم حديثًا في عام 1860  م وبأن هذين النصفين كانا على مستويات مختلفة تمامًا من الحضارة، مشيرًا إلى أن بوربون في مملكة الصقليتين كانا من أشد المؤيدين للنظام الإقطاعي وأنهم كانوا يخشون تداول الأفكار وحاولوا إبقاء رعاياهم بمعزل عن الثورات الزراعية والصناعية في شمال أوروبا.
أكد المؤرخ الإيطالي والسياسي اليساري أنطونيو غرامشي الدراسة المذكورة أعلاه التي أجراها دينيس ماك سميث في كتابه «المسألة الجنوبية»، حيث أكد المؤلف على «الظروف المتناقضة تمامًا» لشمال وجنوب إيطاليا في وقت التوحيد الإيطالي في عام 1861  م، عندما توحد الجنوب والشمال مرة أخرى بعد أكثر من ألف عام.
يشير غرامشي إلى أن الفترة التاريخية للكومونز في شمال إيطاليا أعطت دفعة خاصة للتاريخ وأن في شمال إيطاليا كانت توجد منظمة اقتصادية مماثلة لتلك الموجودة في دول أوروبا الأخرى، مؤاتية لمزيد من تطوير الرأسمالية والصناعة، بينما كان التاريخ في جنوب إيطاليا مختلفًا ولم تنتج إدارات بوربون الأبوية شيئًا ذا قيمة. لم تكن الطبقة البرجوازية موجودة، وكانت الزراعة بدائية وغير كافية لإرضاء السوق المحلية، ولم تكن هناك طرق، ولا موانئ، والممرات المائية القليلة التي لم تستغل في المنطقة، بسبب خصائصها الجغرافية الخاصة.

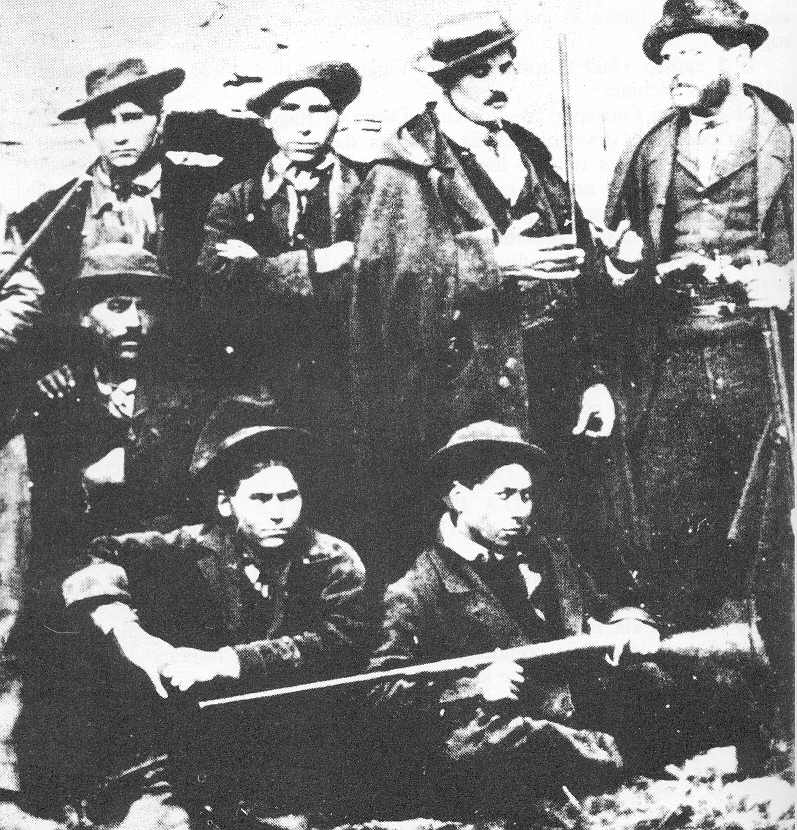
فرقة من بريغانتي (briganti) جنوب إيطاليا ("قطاع الطرق") من بازيليكاتا، كاليفورنيا. 1860

كما أوضح رافائيل دي سيزار الظروف المعيشية لشعب مملكة الصقليتين، الذي ذكر أن ملك نابولي فرديناندو الثاني لم يكن مهتمًا بالقيام بأعمال مفيدة لتحسين الحالة المهملة للنظافة العامة، ولا سيما في المحافظات التي كانت ندرة شبكات الصرف الصحي ونقص المياه في الغالب من القضايا المعروفة.
شرحت مشكلة قطع الطرق في كتاب «أبطال وسرايا» (Heroes and Brigands) للمؤرخ والسياسي الإيطالي الجنوبي فرانشيسكو سافيريو نيتي، موضحًا أن أعمال قطع الطرق كانت مستشرية في جنوب إيطاليا، حيث اعتمد البوربون أنفسهم عليها كوكيل عسكري لهم. على عكس جنوب إيطاليا، كان هناك القليل من أعمال اللصوصية في الولايات الأخرى الملحقة بشمال ووسط إيطاليا، مثل مملكة لومباردي-فينيتيا، ودوقية بارما، ودوقية مودينا، ودوقية توسكانا الكبرى، والولايات البابوية، بسبب الوضع. كان جنوب إيطاليا مختلفًا، بسبب القرون السابقة من التاريخ.
وفقًا للمؤرخ الإيطالي الجنوبي جيوستينو فورتوناتو، ومصادر مؤسسية إيطالية كانت مشاكل جنوب إيطاليا موجودة قبل الوحدة الإيطالية، ويؤكد جوستينو فورتوناتو أن البوربون لم يكونوا وحدهم المسؤولين عن مشاكل الجنوب، التي لها أصول قديمة وعميقة أيضًا في القرون السابقة من الفقر والعزلة الناجم عن الهيمنة الأجنبية والحكومات الأجنبية.
في الأدب، رسم الكاتب الصقلي جوزيبي توماسي دي لامبيدوزا فترة 1860 في روايته الشهيرة إل غاتوباردو (Il Gattopardo) التي تدور أحداثها في صقلية في وقت توحيد إيطاليا. في مشهد أخير شهير، قال الأمير سالينا، عند دعوته للانضمام إلى مجلس الشيوخ لإيطاليا الموحدة، لضابط رفيع المستوى من بييدمونت «... لن يرغب الصقلي في التغيير أبدًا، لأن الصقلي يشعر بالكمال...» يؤكد المؤلف المشكلة التي يواجهها الصقليون في تغيير نمط حياتهم القديم أثناء بقائهم في جزيرتهم. اقتبست الرواية في الفيلم بنفس العنوان إل غاتوباردو (فيلم 1963) للمخرج لوتشينو فيسكونتي، حيث لعب الممثل برت لانكستر دور الأمير سالينا.

### بعد عام 1861
عانى الاقتصاد الجنوبي بشكل كبير بعد الوحدة الإيطالية وتوقفت عملية التصنيع. كان الفقر والجريمة المنظمة من القضايا التي طال أمدها في جنوب إيطاليا أيضًا، وتفاقمت بعد التوحيد. ذكر كافور أن المشكلة الأساسية هي ضعف الحكومة، واعتقد أن الحل يكمن في التطبيق الصارم للنظام القانوني في بيدمون. وكانت النتيجة الرئيسية تصاعد أعمال اللصوصية. وبسبب هذا، واجه الجنوب صعوبات اقتصادية كبيرة أدت إلى هجرة جماعية أدت إلى الشتات الإيطالي في جميع أنحاء العالم، وخاصة إلى أمريكا الشمالية وأمريكا الجنوبية وأستراليا وأجزاء أخرى من أوروبا. كما انتقل العديد من السكان الأصليين إلى المدن الصناعية في شمال إيطاليا، مثل جنوة وميلانو وتورينو. تطورت عملية التصنيع النسبية في بعض مناطق «ميزوجيورنو» بعد الحرب العالمية الثانية. في استفتاء عام 1946 بعد الحرب، صوتت المنطقة للحفاظ على النظام الملكي، مع أكبر دعم يأتي في كامبانيا. من الناحية السياسية، كانت على خلاف مع شمال إيطاليا، الذي فاز في الاستفتاء لتأسيس جمهورية. واليوم، لا يزال الجنوب أقل تطوراً اقتصادياً من المناطق الشمالية والوسطى، التي تمتعت بـ «معجزة اقتصادية» في الخمسينيات والستينيات وأصبحت صناعية للغاية.

## الاقتصاد

خريطة العصابات الإجرامية في جنوب إيطاليا

ابتداء من توحيد إيطاليا في 1861-1870، أصبح الانقسام الاقتصادي المتزايد بين المقاطعات الشمالية والنصف الجنوبي لإيطاليا واضحًا. في العقود الأولى للمملكة الجديدة، أدى الافتقار إلى الإصلاح الفعال للأراضي، والضرائب الباهظة، وغيرها من الإجراءات الاقتصادية المفروضة على الجنوب، إلى جانب إلغاء التعريفات الحمائية المفروضة على السلع الزراعية لتعزيز الصناعة الشمالية، إلى جعل الوضع شبه مستحيل بالنسبة لهم. العديد من المزارعين المستأجرين والشركات الصغيرة وأصحاب الأراضي. اختارت الجموع الهجرة بدلاً من محاولة كسب لقمة العيش، خاصة من 1892 إلى 1921. بالإضافة إلى ذلك، أدى تصاعد أعمال قطع الطرق والمافيا إلى انتشار العنف والفساد وعدم الشرعية. وقد أقر رئيس الوزراء جيوفاني جيوليتي ذات مرة أن هناك أماكن«لا يعمل فيها القانون على الإطلاق».
بعد صعود بينيتو موسوليني، «الحاكم الحديدي»، حاول «تشيزار موري»(محافظ بجنوب إيطاليا (prefetto) قبل وأثناء الفترة الفاشية)، هزيمة المنظمات الإجرامية القوية بالفعل والمزدهرة في الجنوب، وكُللت بدرجة من النجاح. ومع ذلك، عندما ظهرت الصلات بين المافيا والفاشيين، عُزل «موري» وأعلنت الدعاية الفاشية هزيمة المافيا. من الناحية الاقتصادية، كانت السياسة الفاشية الهادفة إلى إنشاء إمبراطورية إيطالية وموانئ جنوب إيطاليا إستراتيجية لجميع التجارة تجاه المستعمرات. تمتعت نابولي بنهضة ديموغرافية واقتصادية، ويرجع ذلك أساسًا إلى اهتمام الملك فيكتور إيمانويل الثالث بها، حيث أنه ولد فيها.
بدءًا من الخمسينيات من القرن الماضي، أُنشأت كاسا بيرلي ميزوجيورنو خطةً رئيسةً عامة ضخمة للمساعدة في تصنيع الجنوب، والتي تهدف إلى القيام بذلك بطريقتين: من خلال إصلاحات الأراضي التي خلقت 120 ألف مزرعة صغيرة جديدة، ومن خلال «استراتيجية قطب النمو»حيث تذهب 60٪ من إجمالي الاستثمارات الحكومية إلى الجنوب، وبالتالي تعزيز الاقتصاد الجنوبي من خلال جذب رؤوس أموال جديدة، وتحفيز الشركات المحلية، وتوفير فرص العمل. ومع ذلك، لم تتحقق الأهداف إلى حد كبير، ونتيجة لذلك أصبح الجنوب مدعومًا بشكل متزايد ومعتمدًا على الدولة، وغير قادر على توليد النمو الخاص نفسه. في الوقت الحاضر، لا تزال الفوارق الإقليمية الهائلة قائمة. لا تزال المشاكل تشمل تفشي الجريمة المنظمة ومعدلات البطالة المرتفعة للغاية.
نظرًا لعدم إحراز جنوب إيطاليا تقدمًا في تحسين المنطقة، فقد سجلت أعدادًا قياسية من الهجرة. القضية الأكثر انتشارًا في جنوب إيطاليا هي عدم قدرتها على جذب الأعمال، وبالتالي خلق فرص عمل. بين عامي 2007 و 2014، كان هناك 943 000إيطالي عاطل عن العمل. 70٪ منهم كانوا إيطاليين من الجنوب. صُنفت العمالة في الجنوب في المرتبة الأدنى بالمقارنة مع دول الاتحاد الأوروبي. صُنف الإيطاليون من الجنوب أيضًا في المرتبة الأدنى من حيث المساهمات المالية في اقتصاد إيطاليا من المهاجرين. تكمن الوظائف الأكثر شيوعًا في جنوب إيطاليا في السياحة والتوزيع والصناعات الغذائية والأثاث الخشبي والبيع الكامل ومبيعات المركبات والمبيعات في المجالات المعدنية والحرفية. كما هو واضح في قائمة الوظائف الأكثر شيوعًا في جنوب إيطاليا، يعتمد اقتصاد الجنوب بشكل كبير على السياحة. يجذب الجنوب السياح من خلال خلفيته التاريخية الغنية.
أظهر تقرير نشرته المنظمة الإيطالية SVIMEZ في يوليو 2015 أن جنوب إيطاليا شهد نموًا سلبيًا للناتج المحلي الإجمالي في السنوات السبع الماضية، وأنه منذ عام 2000  م كان ينمو بمقدار نصف ما تنمو به اليونان.
في عام 2016  م، كان الاقتصاد والناتج المحلي الإجمالي لجنوب إيطاليا ينموان مرتين مقارنة بشمال إيطاليا. وفقًا لأرقام يوروستات المنشورة في عام 2019  م، فإن جنوب إيطاليا هي المنطقة الأوروبية التي تتمتع بأقل نسب توظيف: في بوليا وصقلية وكامبانيا وكالابريا، كان أقل من 50٪ من الأشخاص الذين تتراوح أعمارهم بين 20 و 64 عامًا يعملون في عام 2018  م. ويرجع هذا إلى حد كبير إلى انخفاض مشاركة المرأة في القوى العاملة، حيث تعمل أقل من 50٪ من النساء، مقارنة بالمعدل الوطني والأوروبي البالغ 53.1٪ و 67.4٪ على التوالي.

## الثقافة

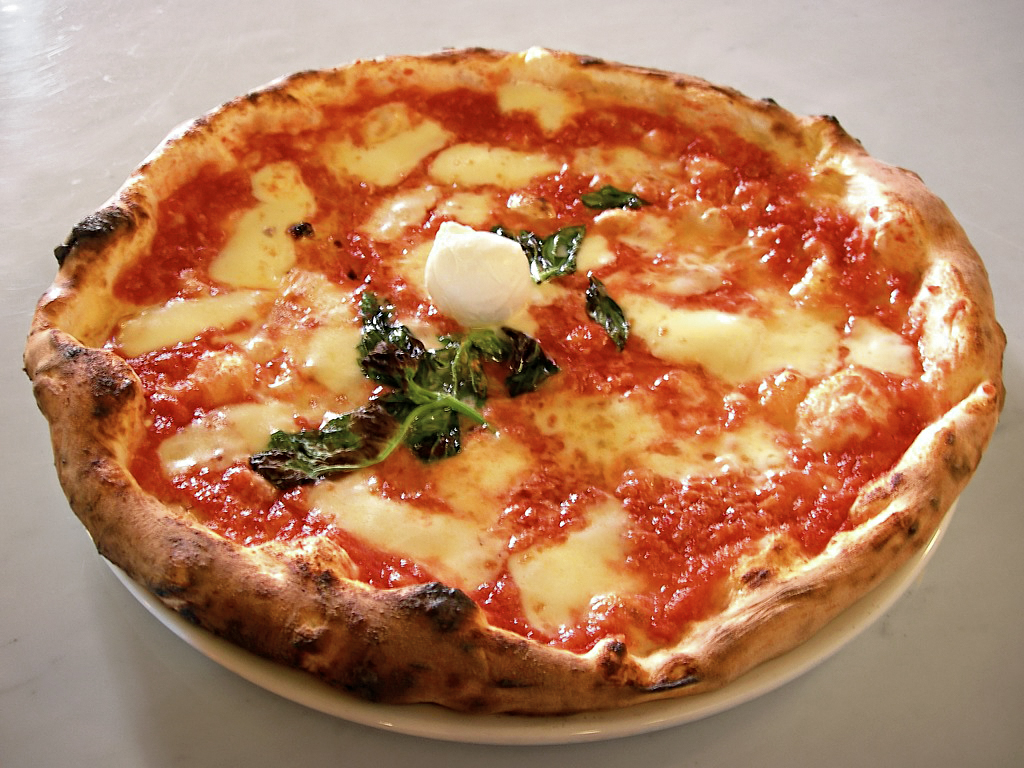
طُورت البيتزا الحديثة، كما هي معروفة اليوم، لأول مرة في نابولي.

تعرضت مناطق جنوب إيطاليا لبعض التأثيرات التاريخية المختلفة عن بقية شبه الجزيرة، بدءًا من الاستعمار اليوناني على وجه الخصوص. كان التأثير اليوناني في الجنوب المهيمن حتى تم الانتهاء Latinisation في الوقت الروم عهد الزعامة. عادت التأثيرات اليونانية من قبل الإمبراطورية الرومانية المتأخرة، خاصة بعد إعادة احتلال جستنيان والإمبراطورية البيزنطية.
استولى المسلمون على صقلية، وهي ثقافة نورمان وعربية وبيزنطية مميزة عبر العصور الوسطى، وتحولت إلى إمارة لفترة، وعبر صقلية، تم إدخال عناصر من الثقافة العربية إلى إيطاليا وأوروبا. تعرضت بقية البر الرئيسي لصراع على السلطة بين البيزنطيين واللومبارد والفرنجة. بالإضافة إلى ذلك، أنشأ الفينيسيون بؤر استيطانية مع زيادة التجارة مع بيزنطة والشرق الأدنى.
حتى الفتوحات النورماندية في القرنين الحادي عشر والثاني عشر، اتبعت معظم مناطق الجنوب المسيحية الشرقية (اليونانية). أثر النورمان الذين استقروا في صقلية وجنوب إيطاليا في العصور الوسطى بشكل كبير على العمارة والدين والثقافة العالية في المنطقة. في وقت لاحق، خضع جنوب إيطاليا لحكم الدول الأوروبية الجديدة، أولاً تاج أراغون، ثم إسبانيا، ثم النمسا. كان للإسبان تأثير كبير على ثقافة الجنوب، بعد أن حكموها لأكثر من ثلاثة قرون.

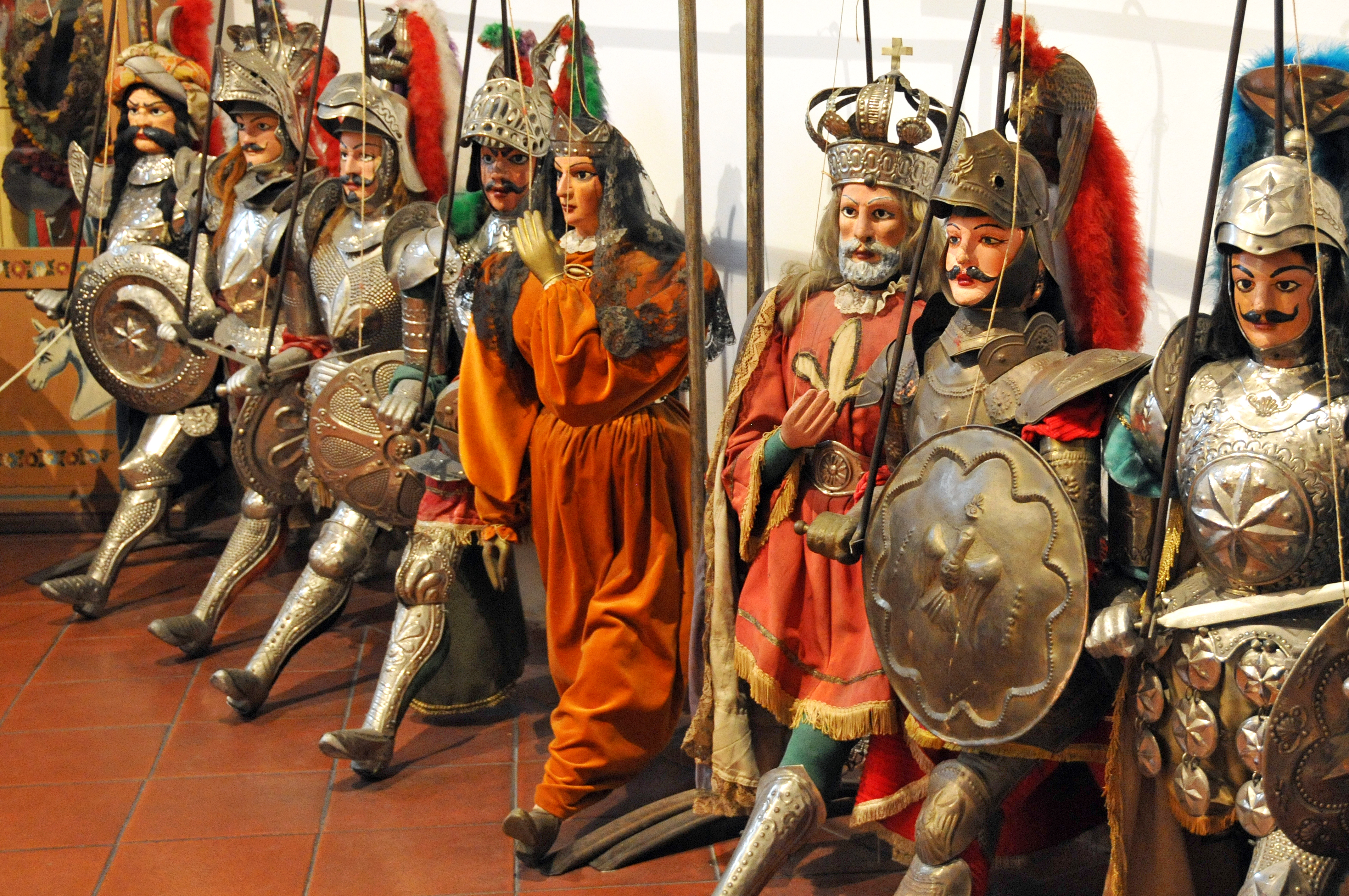
مسرح العرائس–صقلية ضُمن في قوائم التراث الثقافي غير المادي لليونسكو.

عاشت المجتمعات اليهودية في صقلية وجنوب إيطاليا لأكثر من 15 قرنًا، ولكن في عام 1492  م، أعلن الملك فرديناندو الثاني ملك أراغون مرسوم الطرد. في أوج ازدهارهم، ربما كان اليهود الصقليون يشكلون حوالي عُشر سكان الجزيرة. بعد المرسوم، تحولوا جزئيًا إلى المسيحية وانتقل بعضهم إلى الإمبراطورية العثمانية وأماكن أخرى في جنوب إيطاليا وروما وأوروبا. في القرن التاسع عشر، بدأ موسيقيو الشوارع من بازيليكاتا بالتجول في جميع أنحاء العالم بحثًا عن ثروة، وأصبح معظمهم عازفين محترفين في الأوركسترا السمفونية، خاصة في الولايات المتحدة.
يوجد في جنوب إيطاليا العديد من مناطق الجذب السياحي الرئيسية، مثل قصر كاسيرتا وساحل أمالفي وبومبي وغيرها من المواقع الأثرية (العديد منها محمية من قبل اليونسكو). هناك أيضًا العديد من المدن اليونانية القديمة في جنوب إيطاليا، مثل سيباريس وبيستوم التي تأسست قبل عدة قرون من بداية الجمهورية الرومانية. يحافظ على بعض شواطئها وغاباتها وجبالها في العديد من المتنزهات الوطنية. ومن الأمثلة الرئيسية على ذلك لا سيلا، وهي هضبة جبلية تحتل مقاطعتي كوزنسا وكاتانزارو في منطقة كالابريا.
في السنوات الأخيرة، شهد جنوب إيطاليا إحياء تقاليدها وموسيقاها، مثل أغنية نابولي وأغنية تارانتيلا.

الحدود اللغوية للإيطالية-الدلماسية في جنوب إيطاليا
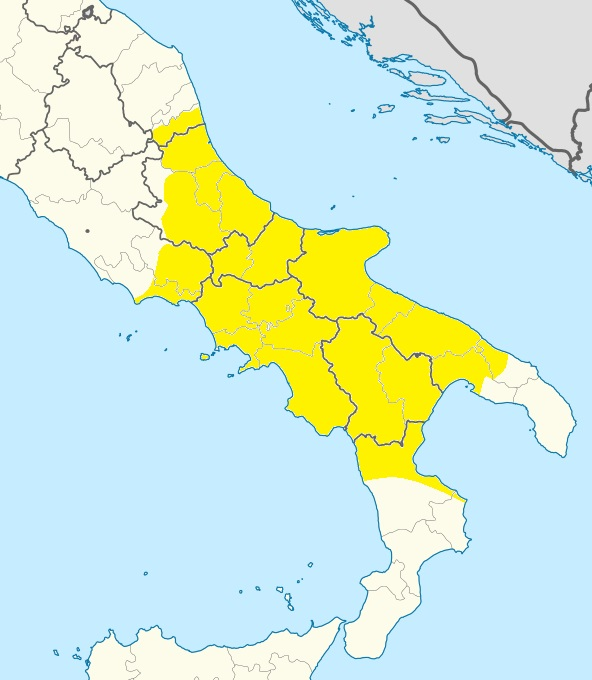
مجموعة من اللهجات الإيطالية الجنوبية ( النابولية )
مجموعة من اللهجات الإيطالية الجنوبية المتطرفة ( الصقلية )

## الهوامش
- 1 : وهي مناطق فروزينوني، سورا، كاسينو، جنوى، سيتادوكالي، فورميا وأماتريتشي.
- 2 : سمي على اسم أكبر مدينة على طرف الكعب
- 3 : تُقسم هذه الأخيرة التي إلى ثلاث قبائل: الداوونيون، البيكيوستيان والميسابيانس
- 4 : حرب الجلادين هي تعليق ملحوظ للسيطرة الإمبراطورية
- 5 : الشعائر والعبادات والطقوس الدينية.
- 6 : دير كاتوليكا في ستيلو هو الأكثر تمثيلاً لهذه الآثار البيزنطية.
- 7 : 1231، والمعروفة أيضًا باسم الامبراطوري الحر (Liber Augustalis).

### فهرس المراجع
1. ↑  "Statistiche demografiche ISTAT". www.demo.istat.it. مؤرشف من الأصل في 2020-12-17.
2. ↑  "Dizionario d'ortografia e di pronunzia". www.dizionario.rai.it. مؤرشف من الأصل في 2018-08-05.
3. 1 2  "Mezzogiorno". Encyclopædia Britannica. مؤرشف من الأصل في 2020-12-09. اطلع عليه بتاريخ 2016-07-23.
4. ↑  {"meżżogiórno in Vocabolario - Treccani". www.treccani.it. مؤرشف من الأصل في 2020-02-10.
5. ↑  «Con questa denominazione si indica lo Stato costituito nel dic. 1816 con l’unificazione dei regni di Napoli e di Sicilia, che restaurava l’autorità borbonica su tutta l’Italia meridionale; fu mantenuta fino all’ott. 1860, quando, tramite plebiscito, fu votata l’annessione al regno di Sardegna.» "Regno delle Due Sicilie in Dizionario di Storia". www.treccani.it. مؤرشف من الأصل في 2020-11-06.
6. ↑  «Mezzogiorno, region in Italy roughly coextensive with the former Kingdom of Naples.» "Mezzogiorno". Encyclopædia Britannica. مؤرشف من الأصل في 2020-12-09. اطلع عليه بتاريخ 2016-07-23.
7. ↑  «Meridionale: in part.: che fa parte delle regioni continentali e insulari del Mezzogiorno d'Italia (delimitate convenzionalmente dai fiumi نهر غاريليانو e سانغرو), le quali, in età prerisorgimentale, costituivano il Regno delle due Sicilie.» Battaglia, Salvatore (1961). Grande dizionario della lingua italiana, UTET, Torino, V. X, p.160.
8. ↑  «Il regno meridionale, Napoli e Sicilia con 6 milioni e 200 mila abitanti,... pare in principio per certa foga di riforme e per valori d'ingegni filosofici e riformisti gareggiare con la Lombardia austriaca.» Carducci, III-18-21, citato in Grande dizionario della lingua italiana, UTET, Torino, V. X, p.160.
9. ↑  Luigi Mendola. "Kingdom and House of the Two Sicilies". مؤرشف من الأصل في 2020-05-06.
10. ↑  "Il rapporto annuale Svimez sull'economia del Mezzogiorno". 2007. مؤرشف من الأصل في 2020-05-13.
11. 1 2  "Classificazione economica ISTAT" (PDF) (بالإيطالية). Archived from the original (PDF) on 2015-01-09. Retrieved 2009-10-23.
12. ↑  "Classificazione demografica ISTAT" (بالإيطالية). Archived from the original on 2020-08-20. Retrieved 2009-10-23.
13. ↑  Hospers، Gert J. (2004). Regional Economic Change in Europe. LIT Verlag Münster. ISBN:9783825881771. مؤرشف من الأصل في 2020-12-26.
14. ↑  Apostolopoulos، Yorgos؛ Leontidou، Lila؛ Loukissas، Philippos (2014). Mediterranean Tourism: Facets of Socioeconomic Development and Cultural Change. Routledge. ISBN:9781317798385. مؤرشف من الأصل في 2020-12-26.
15. ↑  Jepson، Tim؛ Soriano، Tino (2011). National Geographic Traveler: Naples and Southern Italy (ط. 2nd). National Geographic Books. ISBN:9781426207105. مؤرشف من الأصل في 2020-12-26. اطلع عليه بتاريخ 2016-07-23.
16. ↑  Hiroko Kudo, “Autonomy and Managerial Innovation in Italian Regions after Constitutional Reform”, Chuo University, Faculty of Law and Graduate School of Public Policy (2008): p. 1. Retrieved on April 6, 2012 from http://www.med-eu.org/proceedings/MED1/Kudo.pdf. نسخة محفوظة 2015-11-17 على موقع واي باك مشين.
17. ↑  Cerchiai، Lucia؛ Jannelli، Lorena؛ Longo، Fausto (2004). The Greek cities of Magna Graecia and Sicily. Los Angeles: Getty Trust Publications. ص. 14–18. ISBN:0-89236-751-2.
18. ↑  Roger D. Woodard (2008). "Greek dialects", in: The Ancient Languages of Europe. Cambridge University Press. ص. 51. ISBN:978-0-521-68495-8. مؤرشف من الأصل في 2021-03-08.
19. ↑  "Sicilian Peoples: The Normans - Best of Sicily Magazine - Normans in Sicilian History". www.bestofsicily.com. مؤرشف من الأصل في 2020-12-17.
20. ↑  Georgina Masson (1973). Frederick II of Hohenstaufen: a life. London: Octagon Books. ص. 156. ISBN:0-374-95297-3.
21. ↑  Castel del Monte sur le site officiel de l'UNESCO نسخة محفوظة 09 سبتمبر 2017 على موقع واي باك مشين.
22. ↑  Hubert، Houben. "Castel del Monte". Federiciana. الموسوعة الإيطالية  [لغات أخرى]‏. مؤرشف من الأصل في 2017-11-01. اطلع عليه بتاريخ 2011-07-19.{{استشهاد ويب}}:  صيانة الاستشهاد: علامات ترقيم زائدة (link)
23. ↑  Images of Euro Coins - 1 Cent نسخة محفوظة 27 أغسطس 2017 على موقع واي باك مشين.
24. ↑  Hunt Janin (2008). The University in Medieval Life, 1179–1499. McFarland. ص. 132. ISBN:978-0-7864-3462-6.
25. ↑  Runciman، Steven (1958). The Sicilian Vespers: A History of the Mediterranean World in the Later Thirteenth Century. Cambridge: Cambridge University Press. ص. 26ff. ISBN:0-521-43774-1. مؤرشف من الأصل في 2020-08-02.
26. ↑  Critchley، David (2009). The Origin of Organized Crime in America: The New York City Mafia, 1891–1931. New York: Routledge. ISBN:0-415-99030-0.
27. ↑  CD Baby: THE SICILIAN VESPERS: The Sicilian Vespers نسخة محفوظة 15 مارس 2016 على موقع واي باك مشين.
28. ↑  Sir Steven Runciman (1958). The Sicilian Vespers: a history of the Mediterranean world in the later thirteenth century. مطبعة جامعة كامبريدج. ص. 274. ISBN:0-521-43774-1. مؤرشف من الأصل في 2020-08-02.
29. ↑  Jeffrey S. Widmayer (30 نوفمبر 2006). "The Chronicle of Montpellier H119: Text, Translation and Commentary". في Erik Kooper (المحرر). The Medieval Chronicle IV. Rodopi. ص. 231. ISBN:978-90-420-2088-7. مؤرشف من الأصل في 2016-06-03. اطلع عليه بتاريخ 2013-02-05.
30. ↑  "Alfonso V of Aragon (the Magnanimous) (1396–1458) - Dictionary definition of Alfonso V of Aragon (the Magnanimous) (1396–1458) | Encyclopedia.com: FREE online dictionary". www.encyclopedia.com (بالإنجليزية). Archived from the original on 2018-01-01. Retrieved 2017-01-30.
31. ↑  Hugh Chrisholm (1911). The Encyclopædia Britannica: A Dictionary of Arts, Sciences, Literature and General Information. At the University Press. ص. 736. مؤرشف من الأصل في 2016-05-08.
32. ↑  "portrait de "Jeanne d'Aragon" par Raphaël". Cosmovisions. مؤرشف من الأصل في 2018-09-16.
33. ↑  p. 186. نسخة محفوظة 12 يونيو 2018 على موقع واي باك مشين.
34. ↑  "Leonardo della Rovere". Dizionario-Biografico (بالإيطالية). Archived from the original on 2017-07-29.
35. ↑  "Federico d'Aragona, Re di Napoli, di Gino Benzoni, Dizionario Biografico degli Italiani- Volume 45 (1995)". Enciclopedia Treccani. 24 أبريل 2014. مؤرشف من الأصل في 2018-01-31.
36. ↑  "Cola (Nicola) di Monforte, di Francesco Storti, Dizionario Biografico degli Italiani- Volume 75 (2011)". Enciclopedia Treccani. 30 أبريل 2014. مؤرشف من الأصل في 2017-04-12.
37. ↑  "Histoire ecclésiastique et civile de Lorraine,Dom Augustin Calmet, Chez Jean-Baptiste Cusson, Nancy, 1728 , pages 892-894". Google livres. 29 أبريل 2014. مؤرشف من الأصل في 2020-01-27.
38. ↑  Robertson، William؛ Stewart، Dugald (1840). The history of the reign of emperor Charles V, book 8-12. T. Cadell. ص. 279. مؤرشف من الأصل في 2020-05-06.
39. ↑  Woodward، Geoffrey (2013). "8". Philip II. London, New York: Routledge. ISBN:1317897730.
40. ↑  Oman، Charles (3 أبريل 2018) [1937]. A History of the Art of War in the Sixteenth Century. Pickle Partners Publishing. ISBN:978-1-78912-137-7. مؤرشف من الأصل في 6 مايو 2020.
41. ↑  Paoletti، Ciro (2012). "Italy, Piedmont and French Anti-Habsburg Strategy, 1690–1748". في Schneid، Frederick C. (المحرر). The Projection and Limitations of Imperial Powers, 1618–1850. Leiden: Brill. ص. 68–82.
42. ↑  Menning، Ralph (1995). "Stato dei Presidi". في Frey، Linda؛ Frey، Marsha (المحررون). The Treaties of the War of the Spanish Succession: An Historical and Critical Dictionary. Greenwood Publishing Group. ص. 421–22. ISBN:978-0-313-27884-6.
43. ↑  Dyson، Stephen L؛ Rowland، Robert J. (2007). Archaeology and history in Sardinia from the Stone Age to the Middle Ages: shepherds, sailors & conquerors. Philadelphia: UPenn Museum of Archaeology, 2007. ص. 136. ISBN:978-1-934536-02-5.
44. ↑  "Savoy 4". genealogy.euweb.cz. مؤرشف من الأصل في 2020-09-19. اطلع عليه بتاريخ 2020-12-26.
45. ↑  "Savoy 5". genealogy.euweb.cz. مؤرشف من الأصل في 2020-09-19. اطلع عليه بتاريخ 2020-12-26.
46. ↑  James Falkner (2015). The War of the Spanish Succession 1701-1714. Pen and Sword. ص. 205. مؤرشف من الأصل في 2019-05-13.
47. ↑  Vives Vi، Jaime (1969). An Economic History of Spain. Princeton University Press. ص. 591. ISBN:978-0691051659.
48. ↑   واحدة أو أكثر من الجمل السابقة تتضمن نصاً من منشور أصبح الآن في الملكية العامة: Chisholm, Hugh, ed. (1911). "Ferdinand IV. of Naples". Encyclopædia Britannica (بالإنجليزية) (11th ed.). Cambridge University Press. Vol. 10. pp. 264–265.
49. ↑  Colletta, Pietro (1858). History of the Kingdom of Naples 1734-1825 (بالإنجليزية). T. Constable and Company. p. 51. Archived from the original on 2020-09-24.
50. ↑  Proclaims with Murat's title. باللغة الإيطالية{Webarchive|url=https://web.archive.org/web/20191230060128/http://bp3.blogger.com/_24klMrIuq58/Rl6iFe3-oZI/AAAAAAAAANE/Ys2vdy9W3rA/s1600-h/Murat1.jpg. |date=30 ديسمبر 2019}} نسخة محفوظة 30 ديسمبر 2019 على موقع واي باك مشين.
51. ↑  Colletta، Pietro (1858). History of the Kingdom of Naples (1858). University of Michigan. مؤرشف من الأصل في 2021-03-08. Edict of Bayonne.
52. ↑  "The Battle of Tolentino, Joachim Murat". Tolentino815.it. 7 أكتوبر 2007. مؤرشف من الأصل في 2008-02-01.
53. ↑  Blanch، L. Luigi de' Medici come uomo di stato e amministratore. Archivio Storico per le Province Napoletane. مؤرشف من الأصل في 2008-10-24.
54. ↑  "Inno di Verdi al Re d'Italia… Ferdinando II di Borbone su C'ERA UNA VOLTA..." ILTORNESE. مؤرشف من الأصل في 2017-02-12. اطلع عليه بتاريخ 2020-12-26.
55. ↑  كريستوفر دوغان (2000). Creare la nazione. Vita di Francesco Crispi. Laterza.
56. ↑  Trevelyan، George Macaulay (1912). Garibaldi and the Thousand. London. مؤرشف من الأصل في 2020-01-26.{{استشهاد بكتاب}}:  صيانة الاستشهاد: مكان بدون ناشر (link)
57. ↑  Gigi Di Fiore (it), I vinti del Risorgimento, Utet, Torino, 2004, p. 99.
58. ↑  Giacinto de' Sivo (it), Storia delle Due Sicilie 1847–1861, Edizioni Trabant, 2009, p. 331.
59. ↑  "The Italian Unification (L'Unificazione Italiana)- Treccani with contribution of Aspen Italy – Section IV – pages 417–418 illiteracy, p. 419 iron/steel, p. 420 roads and channels, p. 421 railroads )" (PDF). مؤرشف من الأصل (PDF) في 2016-03-03.
60. ↑  National unification and economic development in Italy 1750–1913 (Unità nazionale e sviluppo economico in Italia 1750–1913) by Guido Pescosolido pages 95,133 – Italian edition (ردمك 9788868124229)
61. ↑  De Cesare، Raffaele (6 يوليو 1900). "La fine di un regno (Napoli e Sicilia)". Città di Castello, S. Lapi. مؤرشف من الأصل في 2017-08-07.
62. ↑  "This Is Not Italy!" Ruling and Representing the South, 1860–1861
63. ↑  Alfredo Niceforo (1901). Italiani del nord e Italiani del sud. Fratelli Bocca.
64. ↑  "Antonio Gramsci La Questione Meridionale". archive.org. مؤرشف من الأصل في 2016-04-09.
65. ↑  Raffaele De Cesare (1845–1918), southern Italian historian and politician
66. ↑  De Cesare، Raffaele (6 يوليو 1900). "La fine di un regno (Napoli e Sicilia)". Città di Castello, S. Lapi. مؤرشف من الأصل في 2020-08-13.
67. ↑  Heroes and brigands (Eroi e briganti) by Francesco Saverio Nitti – (edition 1899) – Osanna Edizioni 2015 – (ردمك 9788881674695) – page 33
68. ↑  Fortunato، Giustino (6 يوليو 1911). "Il Mezzogiorno e lo stato italiano; discorsi politici (1880-1910)". Bari G. Laterza. مؤرشف من الأصل في 2020-11-25.
69. ↑  "La Scuola per i 150 anni dell'Unità d'Italia - Il problema del Mezzogiorno - Il divario di partenza". www.150anni.it. مؤرشف من الأصل في 2018-08-09.
70. ↑  "معلومات عن إل غاتوباردو (فيلم) على موقع imdb.com". imdb.com. مؤرشف من الأصل في 2019-05-14.
71. ↑  "معلومات عن إل غاتوباردو (فيلم) على موقع collections.cinematheque.qc.ca". collections.cinematheque.qc.ca. مؤرشف من الأصل في 2019-07-03.
72. ↑  "معلومات عن إل غاتوباردو (فيلم) على موقع allcinema.net". allcinema.net. مؤرشف من الأصل في 2017-07-19.
73. ↑  Roland Sarti, Italy: A Reference Guide from the Renaissance to the Present (2004) pp 567–8
74. ↑  Sexton، Renard (15 ديسمبر 2009). "Berlusconi the Survivor". FiveThirtyEight.com. مؤرشف من الأصل في 2013-12-05.
75. ↑  "Statistiche demografiche ISTAT". demo.istat.it. مؤرشف من الأصل في 2020-12-06.
76. ↑  Mignone، Mario B. (2008). Italy today: Facing the Challenges of the New Millennium. New York: Lang Publishing. ص. 181. ISBN:978-1-4331-0187-8.
77. ↑  Dennis Mack Smith (1997). Modern Italy; A Political History. Ann Arbor: The University of Michigan Press. (ردمك 978-0-472-10895-4), pp. 209–210
78. ↑  (Smith (1997), pp. 199.)
79. ↑  Newark، Tim (2007). Mafia Allies: The True Story of America's Secret Alliance with the Mob in World War II. London: MBI Publishing Company. ص. 47–48. ISBN:978-0-7603-2457-8.
80. ↑  "Victor Emmanuel III | king of Italy". Encyclopedia Britannica. مؤرشف من الأصل في 2020-12-10.
81. ↑  "Naples | History & Points of Interest". Encyclopedia Britannica. مؤرشف من الأصل في 2020-11-23.
82. ↑  "A tale of two economies". 16 مايو 2015. مؤرشف من الأصل في 2020-11-08.
83. ↑  "Southern Italian Immigration". www.italiamerica.org. مؤرشف من الأصل في 2020-11-12.
84. ↑  "Employment in Italy - Italy Employment - Jobs in Italy - seeitalia.com". www.seeitalia.com. مؤرشف من الأصل في 2014-12-21.
85. ↑  "Italy's south "much worse than Greece," economic think tank reports". مؤرشف من الأصل في 2020-10-20.
86. ↑  "Sud nel 2016 cresce più del Nord, che nel 2017 recupera - Economia". ANSA.it. 28 يوليو 2017. مؤرشف من الأصل في 2019-03-07.
87. ↑  "Occupazione, nel Sud Italia 4 delle cinque regioni europee con il tasso più basso". Il Fatto Quotidiano (بالإيطالية). 22 Jun 2019. Archived from the original on 2020-10-20. Retrieved 2019-07-03.
88. ↑  "Occupazione femminile sotto al 50% in tutte le regioni del sud Italia". Openpolis. مؤرشف من الأصل في 2019-10-01.
89. ↑  International Council for Traditional Music, Report from the International Meeting of the International Council for Traditional Music's Study Group on Folk Musical Instruments, Volume 11, Musikmuseet, 1992, p. 54